# Isola dell’Unione
Die Isola dell’Unione, häufig einfach Dell’Unione, ist eine Insel in der südlichen Lagune von Venedig. Sie hat eine Fläche von 6,89 ha und liegt östlich von Chioggia und der Insel Cantieri. Über den Nordrand der Insel dell'Unione führt eine Verbindungsstraße von Chioggia, mit einer 700 m langen Brücke namens Ponte Traslagunare, nach Sottomarina und von dort südwärts aufs Festland. Am Südrand der Insel führt ein Fußweg entlang, die Passeggiata del Lusenzo, wobei Lusenzo den dort entlangführenden Kanal bezeichnet. Auf der Insel befinden sich verschiedene Sportanlagen.

## Geschichte
Angelegt wurde die Insel von Arbeitslosen während der 1930er Jahre auf Initiative des Kommunisten Gino Schiavon aus Chioggia, um an der Brücke Land zu gewinnen. Er versuchte 1936 nach Spanien zu gelangen, ging zunächst in die Tschechoslowakei, wurde aber bei Innsbruck gefangen genommen.
Die Vergrößerung der Insel führte zu Streitigkeiten zwischen Chioggia und Sottomarina. Der Fußballplatz, der entstand, wurde zwar vernachlässigt, hatte dennoch in einer Stadt, in der Fußball nur in den Gassen gespielt werden konnte, große Anziehungskraft. Jüngst erscheinen Planungen, der Insel eine bedeutendere Rolle für den Raum Chioggia zu übertragen.